# Ester Pujol Arderiu
Ester Pujol Arderiu   (Manlleu, 1967) és una editora catalana que ha estat la directora editorial del Grup 62 des del 2011 al 2014. Des d'octubre del 2018 és l'editora del Grup Enciclopèdia Catalana.

## Biografia
Llicenciada en Història Contemporània per la Universitat de Barcelona i Postgrau en Documentació als Jesuïtes de Casp, es va formar treballant a l'Editorial Columna, de la mà de Jordi Puntí, amic d'infància, i on va tenir de mestres Miquel Alzueta, Àlex Susanna i Ricard Badia. Hi va començar a treballar el 1994 com a correctora, i des d'aleshores, va anar agafant noves responsabilitats. El seu èxit editorial més sonat ha estat l'edició de la Trilogia Millennium, de Stieg Larsson.
La trajectòria professional de Pujol ha estat sempre vinculada sempre al món de l'edició, on estava al capdavant del segell Columna i de les col·leccions en llengua catalana dels segells Planeta i Destino. El febrer del 2011 va ser nomenada directora editorial del Grup 62, substituint Fèlix Riera i Prado, després que aquest fou nomenat director de l'Institut Català de les Empreses Culturals (ICIC). Ocupà el càrrec fins al 2014, després que el febrer d'aquell any Emili Rosales la va substituir en el càrrec de directora i ella va tornar al segell Columna, com a fruit dels canvis accionarials a l'empresa. Des d'aquest moment, Pujol en tornà a ser l'editora, assumint el seu últim càrrec. El març del 2015, però, abandonà definitivament Columna i el Grup 62, essent substituïda per la fins aleshores cap de màrqueting, Glòria Gasch.
També ha estat responsable de la gestió econòmica i cultural de diversos segells editorials i de l'àrea digital d'Ebook62, Ipe62 i Foreign Rights. Entre 2015 i 2018 va treballar com assessora editorial de Scout i editora externa per Penguin Random House (Rosa dels Vents) i altres editorials com Comanegra, Sembra Llibres i Columna. També ha assessorat diversos autors i institucions. És editora d'autors catalans com Emili Teixidor, Rafel Nadal, Xavier Bosch, Maria Barbal, Imma Monsó, Ferran Torrent, Najat El Hachmi, Sílvia Soler, entre d'altres; i d'autors internacionals, entre els quals destaquen Stieg Larsson, Dan Brown, J.K. Rowling i Paul Auster.
Ha format part del jurat de diversos premis literaris, com el Premi Josep Pla, Prudenci Bertrana i Nèstor Lujàn de novel·la històrica, entre d'altres. El 2012 va ser destacada com una de les 25 dones catalanes més influents, segons el diari Ara.
Des d'octubre del 2018 és l'editora del Grup Enciclopèdia Catalana.